# Limnebius nakanei
Limnebius nakanei är en skalbaggsart som beskrevs av Manfred A. Jäch och Masafumi Matsui 1994. Limnebius nakanei ingår i släktet Limnebius och familjen vattenbrynsbaggar.

## Underarter
Arten delas in i följande underarter:
- L. n. nakanei
- L. n. okinawensis